# 이장우 (성우)
이장우 (1970년 2월 11일 ~ ) 은 대한민국의 성우이다. 1994년 대교방송 성우극회 1기로 입사하였다.

## 주요 활동작

### 애니메이션
- (도라에몽) (애니원) - 선생님
- (아이실드 21) (애니원) - 쿠리타 료칸
- (메르헤븐) (투니버스) -에드워드
- (고쿠도군 만유기) (천방지축 모험왕) (대교방송), (카툰네트워크) - 진(지니)
- (천공의 성 라퓨타) (MOVIE)  (날으는 돼지 해적 마테오) - (럼프) 극장판 창작물.
- (투니버스) (나루토) - (카쿠즈)  (투니버스) (심슨 가족) - (교장 선생님, 위검 서장, 아나운서)
- (달마의 시간여행) (SBS) - 달마코끼리
- (플리퍼와 로파카) (어린이TV) - 카프나 추장
- (바람의 검심) (애니원) - 호우지, 경찰, 남자 1
- (맑음 때때로 뿌이뿌이) (애니원) - 교장
- (주홍이의 그림일기) (애니원) - 홍시운, 시루
- (시골쥐와 서울쥐) (애니원) - 제이미
- (파이터 바키) (애니원) - 킨류잔 (유잔) / (캡틴) 게리 스트라이덤 / 레츠 카이오 / 비스켓 올리버 외
- (검용전설 야이바) (어린이TV) - 개골품바
- (원피스) - 디아만테
- (지구 소녀 아르주나) (애니원)
- (올림포스 영웅 제이슨) (애니원) - 헤라클레스
- (마징카이저) (애니원) - 유치한, 하디어스, 앙골라스
- (헌터X헌터) (애니원) - 우모리, 조네스, 심판
- (디어 보이즈) (애니원) - 박동식
- (명탐정 코난) (투니버스) - 서영목
- (키라메키 프로젝트) (애니박스) - 마즈시타, 시마다 부장
- (잠수함 707 OVA) (애니박스) - 하야미
- (언제나 나의 산타) (애니박스) - 부하
- (xxx HOLIC 극장판 - 한 여름의 꿈) (애니박스)
- (모두 착한 아이에요) (투니버스) - 치루
- (버츄어 파이터) (어린이TV) - 가오, 류 사범
- (우당탕탕 엽기가족) (어린이TV) - 와자
- (버즈와 포비) (MBC 무비스) - 와일리
- (트라이건) (VIDEO)
- (데스노트) (애니원) - 사신 2, 남학생 4
- (은혼) (투니버스) - 에치고야
- (쾌걸 조로리) (투니버스) - 로봇
- (사무라이 참프루) (투니버스) - 아카메
- (몬스터) (투니버스) - 상사원 1
- (나루토 질풍전) (투니버스) - 카쿠즈
- (디지몬 크로스워즈) (챔프) - 도루루몬
- (스쿨럼블) (챔프) - 선장
- (짱구는 못말려 1기 - 액션가면 대 그레그레마왕) (챔프) - 박사
- (뽀로로 극장판 슈퍼썰매 대모험) (MOVIE) - 두두
- (오즈의 마법사) (애니박스) - 사자
- (시끌벅적 하우이와 벌거숭이들) (애니맥스) - 피기
- (파이어 앰블럼) (어린이TV) - 병사 1

### 영화
- 씨커 (SBS)
- 위 워 솔저스 (SBS) - 군인 (숀 번치)
- 페이싱 (SBS)

### 외화
- 말괄량이 삐삐 (어린이TV) - 덩치

### 방송
- 빨간코 알루 (어린이TV) - 다루
- 진실게임 (SBS) - 2005년 7월 12일 출연

### TV광고
- (오리온 다이제) (천기단 진율 진액 후)
- (피자 헛) (로가디스) (러쉬엔 캐쉬)
- (대한항공-알래스카 편)  (UPS) (드빈치)
- ((폭스바겐 페이톤) (한빛은행) (대한항공-일본 편)

### 게임
- (스타크래프트) - 암흑 기사 (Dark Templar)
- (월드 오브 워 크래프트) - 일리단 스톰레이지
- (도타 2) - 라이온

2001년 성우 학원 1년 강의
2005년 3월 ~ 2010년 10월 쇼호스트학원 (발성, 표현력 6년여 강의)